# Herold Jansson
Carl August Herold Jansson (Copenhaguen, 13 de novembre de 1899 – Frederiksberg, Hovedstaden, 23 d'abril de 1965) va ser un gimnasta artístic i saltador danès que va competir a començaments del segle xx.
El 1920 va prendre part en els Jocs Olímpics d'Anvers, on va guanyar la medalla d'or en el concurs per equips, sistema lliure del programa de gimnàstica. En aquests mateixos Jocs va disputar la prova del salt de palanca alta del programa de salts, en què finalitzà en sisena posició.
Quatre anys més tard, als Jocs de París tornà a disputar la prova del salt de palanca alta del programa de salts, però en aquesta ocasió no superà la primera eliminatòria.